# Función de producción de suelo

Los dos modelos de la función de producción de suelo.

La función de producción del suelo es un modelo cuyo objetivo es predecir la velocidad con la cual la roca madre se degrada por acción de fenómenos de erosión, dando lugar a la formación de la capa de suelo que la recubre. La meteorización desintegra las rocas existentes y desempeña un papel importantísimo en la creación de los suelos que cubren la superficie de la Tierra y sustentan toda vida.
Por lo general la función de producción del suelo determina la velocidad con que evoluciona la relación de meteorización de la roca madre (de/dt). El modelo general en boga queda expresado por una disminución exponencial en función del grosor de la capa de suelo por sobre la roca madre:
{\displaystyle de/dt=P_{0}\exp {[-kh]}}
Dónde h es espesor de la capa de suelo [m], P0 [mm/año] es el índice de erosión potencial (o máximo) de la roca madre  y k  es una constante empírica.
La reducción de la tasa de meteorización con el espesor del suelo a su vez está relacionada exponencialmente con la amplitud de temperatura con profundidad creciente bajo la superficie de tierra, y también la disminución exponencial en penetración de agua freática (para suelos que puedan drenarse). Los parámetros P0 y k está relacionados con clima y tipo de materiales de origen. Heimsath Et al. (1997) encontró que el valor de P0 estaría entre 0.08 a 2.0 mm/año para lugares como el Norte de California, y 0.05–0.14 mm/año para sitios como el sureste de Australia. Por otra parte los valores de k no varía significativamente, oscilando entre 2 a 4 m−1.
Varios modelos de evolución del paisaje han adoptado el modelo humped (o jorobado del inglés). Este modelo tiene su origen en El informe de la Geología de las Montañas Henry de G.K: Gilbert (1877). Gilbert razonó que la meteorización de la roca madre era más rápida bajo un grosor intermedio de suelo y más lenta en casos de roca expuesta o bajo capas gruesas de suelo. Esto se debe a que la meteorización química requiere la presencia de agua, y en los casos de roca expuesta el agua no infiltra y escurre, mientras que en suelos profundos el agua tiene menos opciones de alcanzar la roca madre. 